# Olena Zjupina
Olena Zjupina, född den 23 augusti 1973 i Zaporizjzja, är en ukrainsk simhoppare.
Hon tog OS-brons i synkroniserade svikthopp i samband med de olympiska simhoppstävlingarna 2000 i Sydney.